# 칸델라
칸델라(candela, 기호 : cd)는 광원의 밝기를 나타내는 단위 인 광도의 SI 단위로 점광원에서 특정 방향으로 방출되는 빛의 단위 입체각당 광속의 양을 의미한다. 양초 하나의 광도는 1 칸델라이다. 칸델라(candela)는 양초(candle)의 라틴어이다.

## 정의
다른 SI 단위계와 같이 칸델라 역시 조작적 정의이다. 1979년, 제16차 국제도량형총회 이후 칸델라는 아래와 같이 정의된다.

1 칸델라는 진동수 540 ×1012 헤르츠인 단색광을 방출하는 광원의 복사도가 어떤 주어진 방향으로 매 스테라디안 당 1⁄683 와트일 때 이 방향에 대한 광도이다.

이 정의에 따라 우리는 1칸델라의 빛을 방출하는 광원을 만들 수 있다. 예를 들면 광도를 측정하는 측정계 같은 것을 만들 수 있다.

## 해석
가시광선대의 주파수를 가진 빛 중 파장이 555nm인 초록색 광선을 이용해 보자. 초록색 빛은 밝은 장소에서 사람의 눈에 가장 민감한 빛이다. 사람의 눈을 반응시키기 위해서 다른 주파수의 빛들은 녹색 빛보다 같은 광도를 만들어 내기 위해 복사의 세기가 더 강해야 한다. λ의 파장을 가진 빛의 광도는 다음과 같다.
{\displaystyle I_{\mathrm {v} }(\lambda )=683.002\cdot {\overline {y}}(\lambda )\cdot I_{\mathrm {e} }(\lambda )}
Iv(λ)는 광도, Ie(λ)는 W/sr 에 따른 복사의 세기, {\displaystyle \textstyle {\overline {y}}(\lambda )}는 비시감도이다.

## 같이 보기
- 시정
- 루멘
- 광선속